# Herman Van der Wee
Herman Frans Anna Van der Wee (* 10. Juli 1928 in Lier) ist ein belgischer Wirtschaftshistoriker. Er ist emeritierter Professor an der Katholieke Universiteit Leuven.

## Leben
Van der Wee studierte an der Universität Löwen, erwarb dort 1949 den Bachelor in Philosophie, 1950 den Dr. jur., 1951 das Lizenziat in Politik- und Sozialwissenschaften und wurde 1963 in Geschichte promoviert. Außerdem studierte er 1951/52 an der Sorbonne  (École pratique des hautes etudes) und 1952/53 an der Universität London und der London School of Economics. 1955 wurde er Lektor an der Universität Löwen, erhielt dort 1969 eine volle Professur und wurde 1993 emeritiert. 1972 bis 1974 stand er der Fakultät für Wirtschaftswissenschaften vor.
Außerdem war er 1972 bis 1980 Gastprofessor an der Université catholique de Louvain in Louvain-la-Neuve und 1972 bis 1976 an der St. Aloysius Universität Brüssel. Er war Gastwissenschaftler am Institute for Advanced Study (1981/82, 1991, 1994), am Woodrow Wilson Center in Washington D.C., in Stanford, Harvard (Gastprofessor 1997), Oxford (All Souls College 1985), Aberdeen, Berkeley (Rubens Professor 1994), hatte 1987 den Tinbergen-Lehrstuhl an der Erasmus-Universität Rotterdam und hatte 1980/81 den Francqui-Lehrstuhl der Freien Universität Brüssel und 1991/92 an der Katholischen Universität Löwen. 1987/88 war er Gastprofessor an der Sorbonne und 1989 Ellen MacArthur Professor in Cambridge. 2004 war er Fellow des Wissenschaftskolleg in Berlin, 2008 hatte er den Kluge-Lehrstuhl der Library of Congress, 1999 war er Gastprofessor für europäische Bankengeschichte in St. Gallen und 2010 hatte er den van Dyck Lehrstuhl der UCLA.
Er befasst sich mit Sozial- und Wirtschaftsgeschichte des Mittelalters und der frühen Neuzeit, Bankengeschichte und Geschichte der Weltwirtschaft seit 1945.
1992 erhielt er den A.H.-Heineken-Preis für Geschichte und er erhielt den Prix Solvay und 1968 den Prix de Stassart. Er ist Mitglied der Academia Europaea (1988), Mitglied der Königlich Belgischen Akademie der Wissenschaften (1977), der American Academy of Arts and Sciences (1993), der British Academy (1987) und auswärtiges Mitglied der Königlich Niederländischen Akademie der Wissenschaften (1983). Er ist Offizier des Leopold-Ordens (1990, Großoffizier 2007) und Ehrendoktor der Katholischen Universität Brüssel (1994) und der University of Leicester. 1994 wurde er vom belgischen König geadelt (Titel eines Barons).

## Schriften
- The growth of the Antwerpen market and the european economy (forteenth to sixteenth century), 3 Bände, Löwen, Paris, Den Haag: Nijhoff 1963
- Historische aspecten van de economische groei. Tien studies van de economische ontwikkeling van West-Europa en van de Nederlande in het bijzonder 12e-19e eeuw, Antwerpen, Utrecht 1972
- mit K. Tavernier: La banque nationale de Belgique et la politique monetaire entre les deux guerres mondiales, Brüssel, Belgische Nationalbank 1975
- mit E. Aerts: De economische ontwikkeling van Europa 950-1950, Löwen: Acco 1982, 12. Auflage 1996
- De gebroken welvaartscirkel. De wereldeconomie 1945-1980, Leiden: Nijhoff 1983
  - Deutsche Übersetzung: Der gebremste Wohlstand. Wiederaufbau, Wachstum, Strukturwandel der Weltwirtschaft 1945-1980, dtv 1984
- mit E. Aerts, W. Dupont: De economische ontwikkeling van Europa. Documenten. De Middeleeuwen 950-1450, Löwen 1985
- Mensen maken geschiedenis. De Kredietbank en de economische opgang van Vlaanderen 1935-1985, Tielt, Lannoo 1985
- Histoire economique mondiale 1945-1990, Paris: Academia Duculot 1990
- De wereldeconomie in opbouw 1750-1990, Löwen 1992
- The low countries in the early modern world, Aldershot: Variorum 1993
- mit E. Aerts: Vlaams-Brabantse Muntsstatistieken, 2 Teile, Löwen 1980, 1985 (für die Zeit 1300-1506)
- De Generale Bank 1822-1997, Tielt, Lannoo 1997 (auch englische Ausgabe im selben Jahr: The General Bank)
- mit M. Verbreyt: Oorlog en monetaire politiek. De Nationale Bank van Belgie, de Emissiebank te Brussel en de Belgische regering, 1939-1945, Brüssel 2005
- mit M. Verbreyt: A small nation in the turmoil of the second world war. Money, finance and occupation. Universitätsverlag Löwen 2009
- Herausgeber: The great depression revisited. Essays on the economics of the thirties, Den Haag: Nijhoff 1973
- Herausgeber mit Schoffer, Bornewasser: De Lage Landen van 1500 tot 1780, Elsevier 1977, 5. Auflage 1992
- Herausgeber: The rise and decline of urban industries in Italy and the Low Countries (Late middle ages- early modern times), Universitätsverlag Löwen 1988
- Herausgeber: The history of european banking, Amsterdam, Mercatorfonds 1994
- Herausgeber mit J. Blomme: The economic development of Belgium since 1870, Cheltenham 1997

Mit Raoul Van Caenegem und anderen war er 1977 Herausgeber der dreibändigen Winkler Prins Geschiedenis der Nederlanden (Elsevier).